# I-85
I-85 (Interstate 85) — межштатная автомагистраль в Соединённых Штатах Америки. Протяжённость магистрали — 668,75 мили (1076,25 км). Проходит по территории пяти штатов.
| Штат  | миль   | км      |
| ----- | ------ | ------- |
| AL    | 80     | 130     |
| GA    | 179,9  | 292     |
| SC    | 106,28 | 172     |
| NC    | 233,93 | 377     |
| VA    | 68,64  | 112     |
| Всего | 668,75 | 1076,25 |

## Маршрут магистрали

### Алабама
Юго-западный конец I-85 располагается в городе Монтгомери, столице Алабамы, на пересечении с I-65. До города Таскеджи магистраль I-85 параллельна US 80. После Таскеджи I-85 поворачивает и направляется параллельно US 29.

### Джорджия

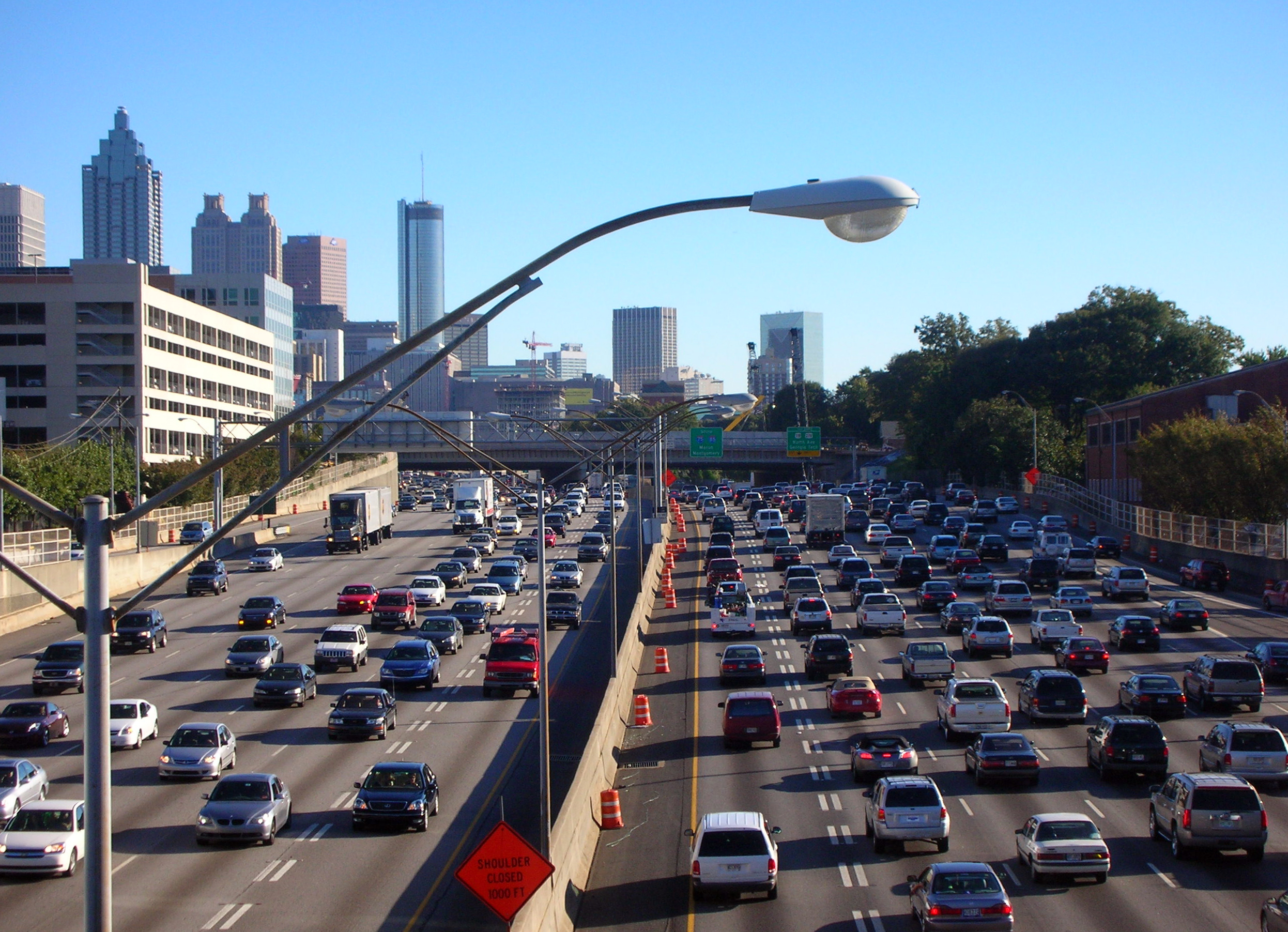
Место соединения I-75 с I-85 в центре Атланты, штат Джорджия

На территорию этого штата Interstate 85 попадает после пересечения реки Чаттахучи. I-85 почти по всей длине пути в Джорджии параллельна US 29. В городе Атланта I-85 соединена с I-75.

### Южная Каролина
I-85 — одна из важнейших автомагистралей Южной Каролины, соединяет Гринвилл и Спартанберг. После города Блэксберг I-85 пересекает границу с Северной Каролиной.

### Северная Каролина
Между городами Гринсборо и Хиллсборо Interstate 85 соединена с Interstate 40. Отрезок I-85 в округе Аламанс назван «Автомагистралью имени Сэма Ханта».

### Виргиния
Северо-восточный конец Interstate 85 располагается в городе Питерсберг, на пересечении с магистралью I-95, связывающей Майами, Вашингтон, Нью-Йорк, Бостон и другие крупные города.

## Основные развязки
- I-185 / US 29, Лагранж
- I-285, Колледж-Парк
- I-75, Атланта
- I-20, Атланта
- I-985, Лоренсвилл
- I-185, Гринвилл
- I-385, Гринвилл
- I-26, Спартанберг
- I-585 / US 176, Спартанберг
- I-485, Шарлотт
- I-77 / US 21, Шарлотт
- US 52, Лексингтон
- I-74 / US 311, Хай-Пойнт
- I-73 / US 421, Гринсборо
- I-40, Маклинсвилл
- US 1, Хендерсон
- US 58, Саут-Хилл